# Шульгівська сільська рада
| Шульгівська сільська рада — колишній орган місцевого самоврядування у Петриківському районі Дніпропетровської області з адміністративним центром у с. Шульгівка. Сільській раді підпорядковані населені пункти: - с. Шульгівка - с. Плавещина - с. Сорочине - с. Судівка |

## Склад ради
Рада складається з 16 депутатів та голови.

## Керівний склад сільської ради
| ПІБ                    | Основні відомості                                                         | Дата обрання | Дата звільнення |
| ---------------------- | ------------------------------------------------------------------------- | ------------ | --------------- |
| Гряненко Іван Іванович | Сільський голова, 1952 року народження, освіта, безпартійний              | 26.03.2006   | 31.10.2010      |
| Гряненко Іван Іванович | Сільський голова, 1952 року народження, освіта вища, член Партії регіонів | 31.10.2010   |                 |

Примітка: таблиця складена за даними джерела